# Euzodiomyces lathrobii
Euzodiomyces lathrobii Thaxt. – gatunek grzybów z rzędu owadorostowców (Laboulbeniales). Grzyby mikroskopijne, pasożyty owadów (grzyby entomopatogeniczne).

## Systematyka
Pozycja w klasyfikacji według Index Fungorum: Euzodiomyces, Euceratomycetaceae, Laboulbeniales, Laboulbeniomycetidae, Laboulbeniomycetes, Pezizomycotina, Ascomycota, Fungi.
Gatunek ten opisał w 1900 r. Roland Thaxter na owadach Lathrobium punctatum, Lathrobium multipunctatum i Lathrobium filiforme w Europie. 

## Charakterystyka
Jest pasożytem zewnętrznym. W Polsce Tomasz Majewski w 1994 i 2003 r. opisał jego występowanie na chrząszczach  z rodziny kusakowatych (Staphylinidae): Lathrobium brunnipes, Lathrobium elongatum, Lathrobium filiforme, Lathrobium fovulum, Lathrobium fulvipenne, Lathrobium longulum, Lathrobium terminatum, Lathrobium volgense.